# IC 2400
IC 2400 ist eine spiralförmige Radiogalaxie vom Hubble-Typ Sc im Sternbild Luchs am Nordsternhimmel. Sie ist schätzungsweise 356 Millionen Lichtjahre von der Milchstraße entfernt und hat einen Durchmesser von etwa 85.000 Lj.

Im selben Himmelsareal befinden sich u. a. die Galaxien IC 2401 und IC 2405.
Das Objekt wurde am 14. Februar 1896 von Stéphane Javelle entdeckt.